# Мушир (військове звання)
Мушир (араб. مشير) — арабське слово, що означає «радник» або «консультант». Воно пов'язане зі словом шура, що означає консультацію або «отримання поради».
Як офіційний титул, історично він вказує на особистого радника правителя. У цьому використанні він приблизно порівнянний з європейськими титулами державний радник.
У військовому контексті мушир став асоціюватися з ідеєю особистого радника чи консультанта правителя з військових питань, і як такий став найвищим званням в арабських країнах та Османській імперії. Він використовується як найвище звання в більшості збройних сил Близького Сходу та Північної Африки, для армій, флотів та військово-повітряних сил. Тому він еквівалентний званням фельдмаршал та адмірал флоту.

## Ірак
В Іраку під владою Саддама Хусейна Військово-морські сили Іраку мали звання адмірала флоту, відоме як Мушир. Мушир був найстаршим з усіх військово-морських офіцерів, і це звання рідко присвоювалося. Нарукавна нашивка була такою ж, як у британського адмірала флоту.
Звання Мушир в Іраку відоме як «Мухіб» і використовується у всіх офіційних та неофіційних зверненнях. Саддам Хусейн як головнокомандувач Збройних сил Іраку був почесним «штабним мухібом» (مهيب ركن) в іракській армії, і уніформа, яку він зазвичай носив, була уніформою штабного мухіба. Він був єдиним мухібом в іракській армії, оскільки міністр оборони та начальник штабу мали звання Фарік авал рукун (فريق اول ركن), або «штабний генерал». (Хусейн ніколи не служив в іракській армії, але командував як правитель Іраку.) Після падіння Хусейна під час вторгнення в Ірак у 2003 році звання Мушир застаріло в новій іракській армії.

## Саудівська Аравія
У Саудівській Аравії звання Мушир зазвичай церемоніально присвоюється Дому Саудитів і перекладається як «фельдмаршал першого класу».

## Список єгипетських фельдмаршалів

### Королівство Єгипет
- Аббас I Хільмі-паша (1813—1854)
- Ібрагім-паша (1789—1848)
- Ях'я Мансур Єген (1837—1913)
- Гораціо Герберт Кітченер (1850—1916)
- 20 грудня 1914 р. — Султан Хусейн Каміль (1853—1917)
- Король Фуад I (1868—1936)
- 'Азіз 'Алі аль-Місрі (1879—1965)
- Король Фарук (1920—1965)
- 1949 — Король Абдалла I Йорданський (1882—1951)
- 26 липня 1952 р. — Король Фуад II (нар. 1952)
- 21 лютого 1955 р. — Король Хусейн I Йорданський (1935—1999)

### Єгипет
- Абдель Хакім Амер (1919—1967): Дійсна служба

Листопад 1973 р. — Ахмад Ісмаїл Алі (1917—1974): Дійсна служба
- Абдель Гані Ель-Гамасі (1921—2003): Дійсна служба
- Фуад Мохамед Абу Зікрі (1923—1983): Почесний
- Мохаммед Алі Фахмі (1920—1999): Почесний
- Ахмед Бадаві (1927—1981): Посмертно
- 1982 — Абд аль-Халім Абу Газала (1930—2008): Дійсна служба
- 1993[1] — Мухаммед Хусейн Тантаві (1935—2021): Дійсна служба
- 27 січня 2014[2] — Абдель Фаттах Ас-Сісі (нар. 1954): Дійсна служба

## Знаки розрізнення
|                                             | Армія | Флот | Повітряні сили |
| ------------------------------------------- | ----- | ---- | -------------- |
| Сили оборони Бахрейну                       |       |      |                |
| Збройні сили Єгипту                         |       |      |                |
| Збройні сили Іраку                          |       |      |                |
| Збройні сили Йорданії                       |       |      |                |
| Збройні сили Лівії                          |       |      |                |
| Збройні сили Султана Оману                  |       |      |                |
| Королівські Збройні сили Саудівської Аравії |       |      |                |
| Збройні сили Судану                         |       |      |                |
| Збройні сили Сирії                          |       |      |                |
| Збройні сили Республіки Ємен                |       |      |                |

### Історичні

Королівська армія Єгипту
Османська армія